# Erstes Romanisches Haus (Berlin)

Romanisches Haus, 1901,
Fotografie von Sigurd Curman

Das Romanische Haus war ein Gebäude an der Westseite des damaligen Auguste-Viktoria-Platzes im heutigen Berliner Ortsteil Charlottenburg zwischen Kurfürstendamm und Kantstraße. Es trug die Adresse Kurfürstendamm 10/10a und wird manchmal auch als Erstes Romanisches Haus bezeichnet, weil gegenüber im Jahr 1901 noch ein zweites Gebäude mit gleicher Bezeichnung errichtet wurde.

## Geschichte
Das erste Romanische Haus in Berlin wurde auf Anregung des Kaisers von Franz Schwechten geplant. Schwechten hatte bereits die Kaiser-Wilhelm-Gedächtniskirche entworfen, die 1895 eingeweiht wurde, und sollte auch die Umgebung dieser Kirche entsprechend gestalten. Das erste Romanische Haus wurde in den Jahren 1893–1896 gegenüber dem Hauptportal der Kirche errichtet; später folgte noch das Zweite Romanische Haus (auch: Neues Romanisches Haus), in dem sich das Romanische Café befand. Zum Romanischen Forum gehörten ferner noch die Ausstellungshallen am Zoo von Carl Gause sowie das Haus Kaisereck.
Beim Bau des ersten Romanischen Hauses blieb Schwechten, um den Eindruck der Kirche nicht zu schmälern, etwa sieben Meter hinter der für den Bau zulässigen Fluchtlinie zurück. Zusammen mit dem aufwendigen Fassadenschmuck aus Sandstein mit durchgehenden Loggien und der Innenausstattung, zu der Mosaiken, Marmorsäulen und -kamine und bunte Glasfenster gehörten, trieb dies den Preis des Gebäudes in die Höhe: Die Baukosten betrugen rund 1,6 Millionen Mark (kaufkraftbereinigt in heutiger Währung: rund 13,8 Millionen Euro). Wohnungen im Romanischen Haus wurden entsprechend teuer vermietet.
Das Haus gehörte von 1894 bis 1909 dem Landschaftsmaler Julius Bodenstein (1847–1932). Nachdem die Bank für Grundbesitz und Handel es aus Bodensteins Konkursmasse erworben hatte, ließ sie es umbauen: Schwechten plante auf dem Nachbargrundstück in der Kantstraße ein Romanisches Hotel und das Erdgeschoss des Romanischen Hauses wurde zum Restaurant Regina-Palast umgebaut. Der unbebaute Baugrund zwischen Fluchtlinie und Haus wurde für die Zeit bis 1928 zum Wirtsgarten, dann fiel er einer Straßenverbreiterung zum Opfer.

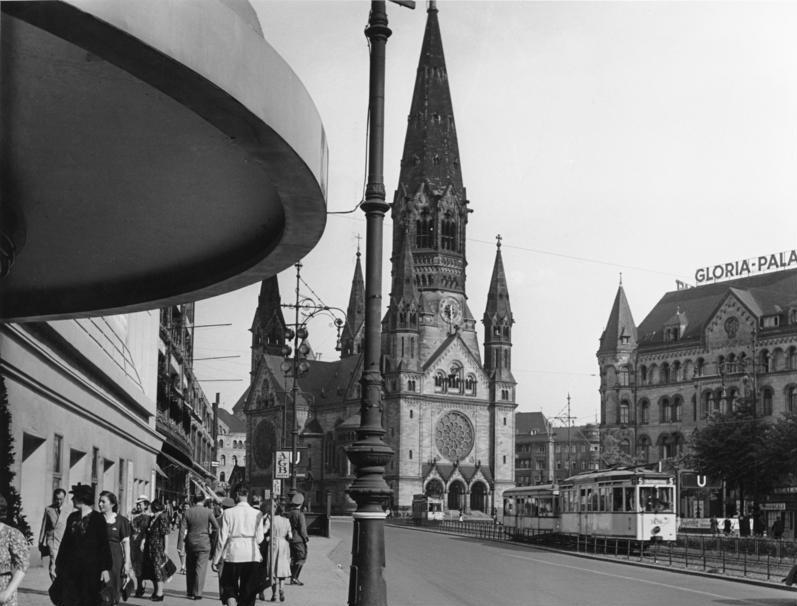
Romanisches Haus mit dem Gloria-Palast, um 1940

In den Jahren 1924 und 1925 erfolgte ein weiterer Umbau: Der Regina-Palast wurde vom Café Trumpf abgelöst. Dieses Café wurde 1931 von der Haus Vaterland GmbH übernommen und später an Kempinski übergeben. Der italienische Schriftsteller Giuseppe Tomasi di Lampedusa verfasste 1930 in einem Brief eine detailreiche Schilderung des Cafés. Darin heißt es, das Café Trumpf sei „so groß wie das Dach des Palermer Bahnhofs“, aber durch Treppen, Zwischenetagen usw. geschickt unterteilt gewesen. Laut Tomasi di Lampedusa waren die unteren Teile der Wände mit grünem Marmor verkleidet, die oberen mit Wachsmalerei in hellerem, goldpailettiertem Grün geschmückt, die Decke golden. Er erwähnt auch eine Arkade aus grünen Holzsäulen, eine Tanzfläche und eine gläserne Wand, durch die „der Kurfürstendamm, die Myriaden Lichter, der infernalische Verkehr und der unbeschreibliche Regen“ gesehen werden konnte. Ein 15-köpfiges Orchester spielte laut Tomasi di Lampedusas Schilderung im Café Trumpf auf. Obwohl er das Café als ein „ganz gewöhnliches respektierliches und banales Kaffeehaus“ ansah, berichtete Tomasi di Lampedusa auch von „allzu glatt rasierten Jüngelchen, die schmachtend an den Ecktischchen sitzen, bis ein alter fetter Herr mit rot angelaufenem Gesicht und glubschenden Augen sich entscheidet“. In der Zeit des Nationalsozialismus gehörte das Café Trumpf zu den Etablissements, in denen das jüdische „Greifer“-Paar Stella Goldschlag und Rolf Rogoff im Auftrag der Gestapo Juden aufspürte.
Im 1. und 2. Obergeschoss wurde beim Umbau das Filmtheater Gloria-Palast eingerichtet. Zuvor hatte die Firma J. C. Pfaff, die Möbel und Raumkunst produzierte, diese Stockwerke genutzt. Das Kino fasste etwa 1200 Zuschauer und war luxuriös ausgestattet. Es wurde 1926 eingeweiht und entwickelte sich schnell zum Kino für Uraufführungen. Unter anderem wurde hier 1930 Der blaue Engel zum ersten Mal gezeigt.
Während des Zweiten Weltkriegs wurde das Romanische Haus von Bombentreffern schwer beschädigt; später wurden die Überreste abgetragen. In den Jahren 1957–1960 (Planungs- und Bauzeit) entstand an dieser Stelle ein Flügel des Schimmelpfeng-Hauses.

## Rolandbrunnen

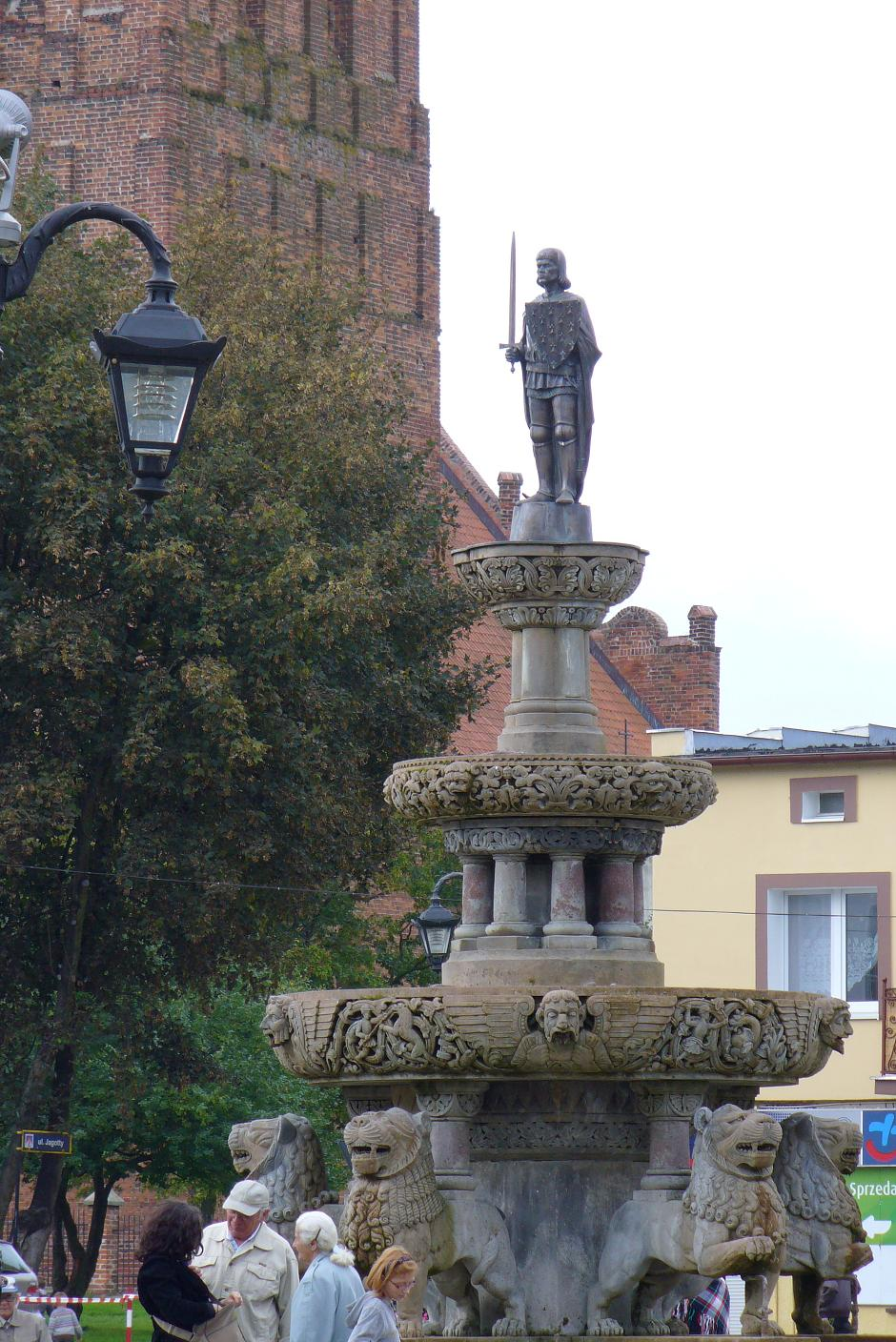
Rolandbrunnen in Prabuty, 2011

Im Jahr 1900 wurde im Vorgarten des Romanischen Hauses, innerhalb der schmiedeeisernen Einfriedung, ein Brunnen aufgestellt, der nach Schwechtens Entwurf für die Berliner Gewerbeausstellung von 1896 entstanden war. Er bestand aus einer großen Brunnenschale, in deren Mitte ein von vier Löwen umgebenes Podest übereinander drei weitere Schalen trug. Gekrönt war dieser Aufbau von einer Roland-Statue. Dieser Brunnen wurde 1928 abgebaut, als der Vorgarten des Alten Romanischen Hauses der Straßenverbreiterung zum Opfer fiel. Der Rolandbrunnen wurde an die Stadt Riesenburg (seit 1945 Prabuty) in Westpreußen verkauft und ist quasi als einziges Überbleibsel des Alten Romanischen Hauses erhalten geblieben.  Im Jahr 2011 wurde die 1945 entfernte Roland-Statue rekonstruiert.